# Sabot (armas de fogo)

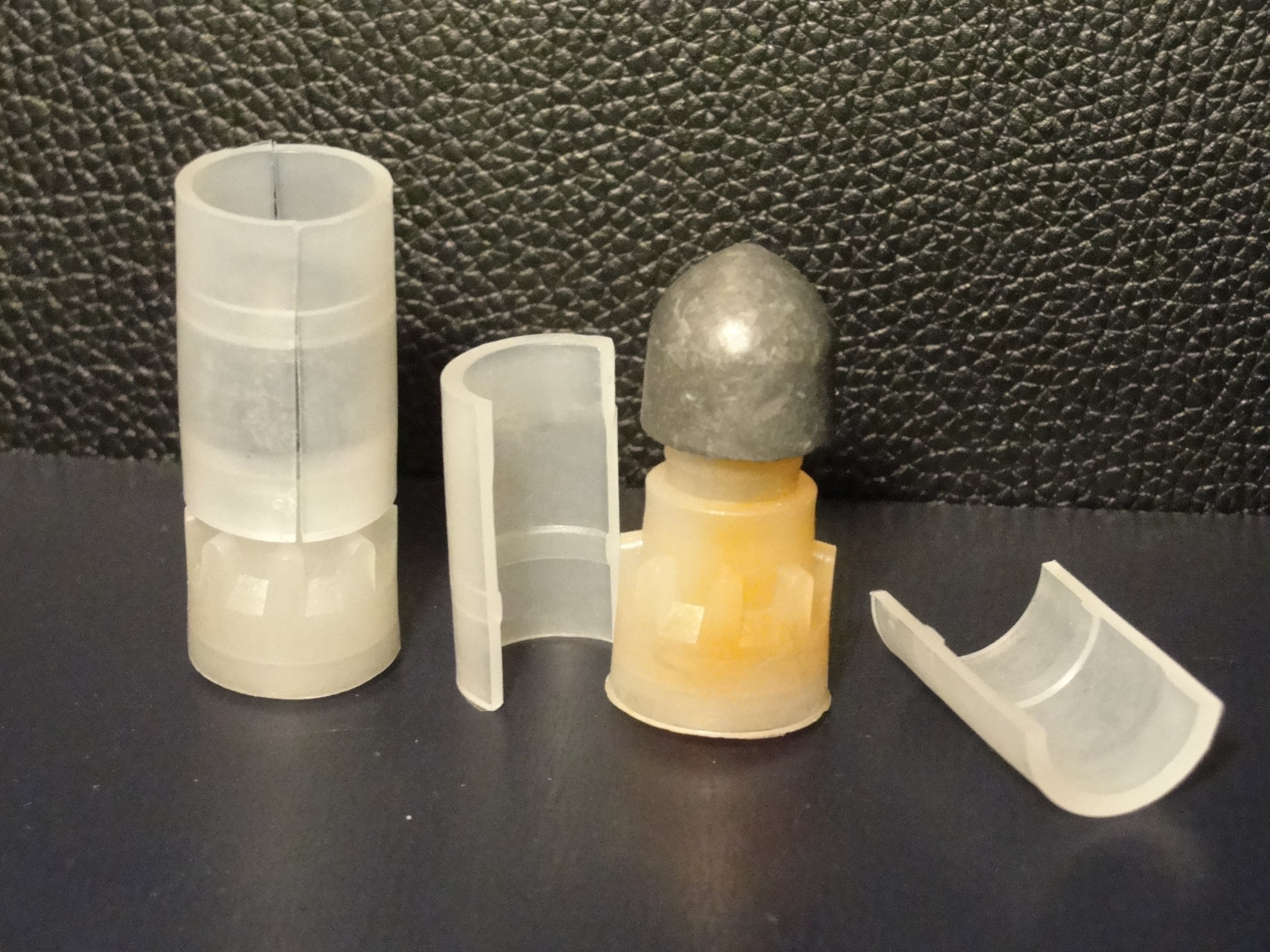
Exemplo popular de sabot empregado em cartuchos de escopeta.

Um sabot (Reino Unido: / sæˈboʊ, ˈsæboʊ /, US: / ˈseɪboʊ /) é um dispositivo de suporte (bucha) usado em munições de arma de fogo/artilharia para se encaixar em torno de um projétil ou agrupar projéteis, como uma bala, bago, balote, uma combinação destes, ou ainda um projétil do tipo "flechette" (como um "penetrador por energia cinética"), e mantê-lo alinhado no centro do cano quando disparado. Ele permite que um projétil mais estreito com alta densidade seccional seja disparado através de um cano de diâmetro interno muito maior com transferência acelerativa máxima de energia cinética. Depois de deixar a "boca" do cano, o sabot normalmente se separa do projétil em vôo, desviando apenas uma pequena porção da energia cinética geral.

## Visão geral

Tipos de sabot.

O sabot como componente de um cartucho para envolver o projétil ou projéteis, é a vedação relativamente fina, resistente e deformável conhecida como banda de acionamento ou anel de obturação necessária para prender gases propelentes atrás de um projétil e também manter o projétil centralizado no cano, geralmente são dispostos em formato de pétalas nas laterais, contendo um disco de material mais rígido na parte traseira, quando a casca externa do projétil tem um diâmetro ligeiramente menor que o calibre do cano. Cintas de condução e obturadores são usados para selar esses projéteis "full-bore" no cano devido às tolerâncias de fabricação; sempre existe alguma lacuna entre o diâmetro externo do projétil e o diâmetro interno do cano, geralmente alguns milésimos de polegada; espaço suficiente para que os gases de alta pressão escapem durante o disparo. As bandas condutoras e os anéis obturadores são feitos de material que deformará e selará o cano conforme o projétil é forçado da câmara para o cano. Balas jaquetadas de pequeno calibre normalmente não empregam cintas ou obturadores porque o material da capa, por exemplo cobre ou metal dourado, é deformável o suficiente para cumprir essa função, e a bala é ligeiramente maior do que o cano para esse fim (ver metal completo bala da jaqueta e faixa de direção).
Os sabots certamente usam bandas de direção e obturadores, porque os mesmos problemas de tolerância de fabricação existem ao selar o projétil emvolto por um sabot no cano, mas o sabot em si é um componente estrutural mais substancial da configuração do projétil interno (Drysdale 1978). Consulte as duas imagens de APFSDS ("armor-piercing fin-stabilized discarding sabot") abaixo para ver a natureza material substancial de um sabot para preencher o diâmetro interno do cano em torno do projétil de vôo do tipo flecha de subcalibre, em comparação com a lacuna muito pequena selado por uma faixa de direção ou obturador para atenuar o que é conhecido classicamente como "windage". Recortes mais detalhados da complexidade estrutural interna de projéteis de penetração de haste longa com sabots de APFSDS avançados podem ser encontrados na referência deste parágrafo.